# متیو کلود
متیو کلود (فرانسوی: Mathieu Claude‎؛ زادهٔ ۱۷ مارس ۱۹۸۳) دوچرخه‌سوار اهل فرانسه است.
از باشگاه‌هایی که در آن رکاب زده‌است می‌توان به تیم دوچرخه‌سواری دیرکت انرژی اشاره کرد.